# MAGIC CHANNEL
《MAGIC CHANNEL》은 1996년 2월 26일 발매된 TOKIO 8번째 싱글이다.

## 설명
- TOKIO 멤버 전원이 MC로 맡고 있는 NTV 버라이어티 프로그램 《철완! DASH!!》엔딩 곡으로 타이업 되었다.

## 수록곡
1. MAGIC CHANNEL 
  - 작사 : 나가하타 젠지, 야마다 히로시 / 작곡 : 나가하타 젠지 / 편곡 : 니시와키 타츠야
2. じっと見つめて 
  - 작사 : 아사미즈 카나타 / 작곡 : 하야시 테츠시 / 편곡 : 니시와키 타츠야
3. MAGIC CHANNEL -カラオケ-